# Mecha Caus
Mecha Caus (Buenos Aires, 1909 - ibídem, 14 de mayo de 1989) fue una gran primera actriz de cine, radio y teatro argentina.

## Carrera
Caus era una estrella que con su simpatía y rostro estereotipado de muñeca antigua, plasmó principalmente en radio, su interpretación cómico dramática. Fue un personaje famoso por realizar varios actos benéficos.
Trabajó con grandes leyendas del género radial y cinematográfico como César Ratti, Pepe Ratti, Tomás Simari, Ilde Pirovano, Blanca del Prado, Mecha Ortiz, Silvio Spaventa, Susy Kent, Nora Cullen, Guillermo Battaglia, Ángel Walk, Francisco de Paula, Julia de Alba, Norma Castillo, Raquel Notar, entre otros.

### Cine
En 1940 actuó en su único filme, Azahares rojos, estelarizado junto a A. Telesca, Elisa Labardén  y Mecha Cobos.

### Radio
Caus fue una actriz exclusivamente radial. Trabajo en numerosos radioteatros haciéndose llamar "La actriz de todos los hogares". Compuso una afamada pareja radial con Antuco Telesca. Entre sus diversos radioteatros se destacan:
- Rosa, sucediéndole a la actriz Olga Casares Pearson.
- Amor no es un sacrificio, escrita por Arturo De Bassi y Sevanse, emitida por LR1 Radio El Mundo y en la Red Azul y Blanca.
- Llévame en tus brazos', con la que logró conquistar la emisora de Radio Prieto.
- Mastandrea en 1930, integrado por Raquel Notar, Máximo Orsi y Juan M. Velich
- Corazones enemigos de 1936.
- Bajo la Santa Federación (versión radioteatral), por Radio Porteña.
- La Vendedora de sueños  y Tu vida y mi vida, por Radio Argentina, con Roberto García Ramos. Escrita por Carlos Dumont.
- Ceguera de amor, de Elinor Glyn, con Delia Martinez, Josefina Dessein y Adriana Guerrero.

### Teatro
Caus fue una eximia actriz de teatro. En 1940 ya había creado su propia compañía teatral.[cita requerida] Alguna de sus obras fueron: 
- El diablo andaba en los choclos, de Orlando Aldama.
- Luz de gas, de Patrick Hamilton
- La conquista
- Brasero rojo
- Doctor